# مائوریسیو سرنا
مائوریسیو سرنا (اسپانیایی: Mauricio Serna‎؛ زادهٔ ۲۲ ژانویهٔ ۱۹۶۸) بازیکن سابق و مربی فوتبال اهل کلمبیا است.
از باشگاه‌هایی که در آن بازی کرده‌است می‌توان به باشگاه فوتبال اتلتیکو ناسیونال، باشگاه فوتبال دپورتیوو پریرا، و باشگاه فوتبال بوکا جونیورز اشاره کرد.
وی همچنین در تیم ملی فوتبال کلمبیا بازی کرده‌است.